# Érd
Érd je mesto z okoli 60.000 prebivalci na Madžarskem, ki upravno spada v podregijo Budaörsi Županije Pešta, katere največje naselje je kot obenem največje satelitsko mesto Budimpešte.